# Aldo Fabbro
(Lino Vivoda ne parla in un capitolo del suo recente libro In Istria prima dell'esodo. Autobiografia di un esule da Pola (Edizioni Istria Europa, Imperia 2013))
Aldo Fabbro (Pola, 16 marzo 1919 – Pola, 9 gennaio 1944) è stato un calciatore italiano, di ruolo centrocampista.

## Carriera
Nipote di Rodolfo Ostromann, era nato a Pola pochi mesi dopo l'annessione della città al Regno d'Italia; crebbe nelle giovanili della società calcistica ivi stabilitasi, il Grion Pola (la stessa che lanciò Antonio Vojak), con cui disputò tre tornei in Serie C tra il 1935 e il 1938. In quell'anno venne acquistato dal Napoli, con cui esordì in Serie A il 30 ottobre 1938 in Lucchese-Napoli (2-2). Militò in maglia azzurra per cinque stagioni, collezionando 76 presenze e 6 reti in massima serie oltre a 26 presenze e una rete nell'ultima stagione, disputata in Serie B; durante la sua militanza la squadra, nella stagione 1938-1939, ebbe la soddisfazione di piazzarsi al quinto posto in Serie A e Fabbro la gioia di battere anche le difese della Lazio (il 14 dicembre 1941, in Napoli-Lazio 1-1), del Milan (il 22 febbraio 1942, in Milan-Napoli 3-1) e del Torino, che al termine della stagione sarebbe arrivato al secondo posto (il 22 marzo 1942, in Torino-Napoli 5-3).
Scomparve nel 1944 a 25 anni non ancora compiuti a Pola a seguito di un bombardamento aereo che uccise anche la madre e la nonna. Come scrisse il Corriere dello Sport nel dare la notizia della sua morte, era ritenuto uno dei migliori giocatori nel suo ruolo, capace di passaggi perfetti e di ottimo controllo della palla.
Sepolto a Pola, a 70 anni dalla scomparsa è stato ricordato dai tifosi partenopei.